# L'Inconnue (Kramskoï)
Pour les articles homonymes, voir L'Inconnue.
L'Inconnue est un tableau du peintre russe Ivan Kramskoï réalisé en 1883. Cette huile sur toile est le portrait d'une femme dans une calèche. C'est une des peintures russes les plus renommées. Le modèle est inconnu. Le portrait a fait l'objet d'une controverse aujourd'hui oubliée parce que des critiques ont pensé qu'il représentait une prostituée. D'autres commentaires indiquent qu'il a été inspiré par l'héroïne de Léon Tolstoï, Anna Karenine.
Le tableau est conservé par la Galerie Tretiakov, à Moscou,,. Une première version, également de 1883, fait partie des collections de la Kunsthalle de Kiel

## Description
L'Inconnue est une des œuvres les plus célèbres d'Ivan Kramskoï. Sur le plan pictural, le peintre réussit à y faire un tableau à la limite du portrait et de la peinture de genre.
L'oeuvre est décrite par Benjamin Scott comme « particulièrement brillante, peinte avec intensité et empreinte de calme. Kramskoi s'est efforcé de lui donner de l'éclat avec son exceptionnelle maîtrise picturale ».
La toile représente une jeune femme, assise dans une calèche découverte sur la perspective Nevsky, devant les pavillons du Palais Anitchkov. À sa droite, derrière elle, on distingue le Théâtre Alexandra. Elle est habillée avec élégance. Son regard est dominateur, secret et un peu triste. « Ses habits, le chapeau à la Francisque, décoré de plumes élégantes et légères, les gants à la suédoise, cousus du cuir le plus fin, son manteau Skobelev, orné de fourrure de zibeline et de rubans bleus de satin, le manchon, le bracelet en or, tous ces éléments sont à la mode dans le costume des années 1880, et prétendent à une élégance coûteuse ».
La précision avec laquelle Ivan Kramskoï peint le visage, les habits et les détails de la calèche contraste avec le traitement du fond. Le paysage urbain est brumeux, enfoui dans l'atmosphère morose d'un jour d'hiver.
Par le choix du nom du tableau, le peintre lui a donné une auréole de secret. Il a entretenu l'ambiguïté en se refusant à préciser son modèle et le sujet du tableau. Le statut social de son personnage est également ambivalent : « le luxe de ses habits n'est pas le signe de l'appartenance à la haute société russe, son code non écrit exclut au contraire de suivre de trop près la mode ».

## Modèle
L'identité du modèle reste jusqu'à maintenant une énigme. Ivan Kramskoï ne donne aucune indication sur son identité, ni dans ses lettres, ni dans ses journaux.
Une hypothèse est qu'il s'agisse de Maria Pavlovna, femme du peintre Nikolaï Yarochenko ou de sa nièce. Il a aussi été avancé, sans confirmation, que le modèle du tableau était une jeune paysanne de Koursk, Matriona Savvichna, mariée à un noble, Bestoujev, dont le véritable nom ne serait pas connu. Kramskoï l'aurait rencontrée à Saint-Pétersbourg et aurait été séduit par sa beauté,.
Tatiana Karlova indique qu'Ivan Kramskoï a pu faire poser aussi bien des femmes de la haute société et du demi-monde que de la bohème du théâtre, et que la quête du modèle est sans issue, précisément parce que le peintre n'a pas voulu faire un portrait, mais une représentation générale. Un seconde raison est que le titre qu'il a choisi correspondrait au fond de sa pensée.

## Controverse sur la moralité du thème du tableau

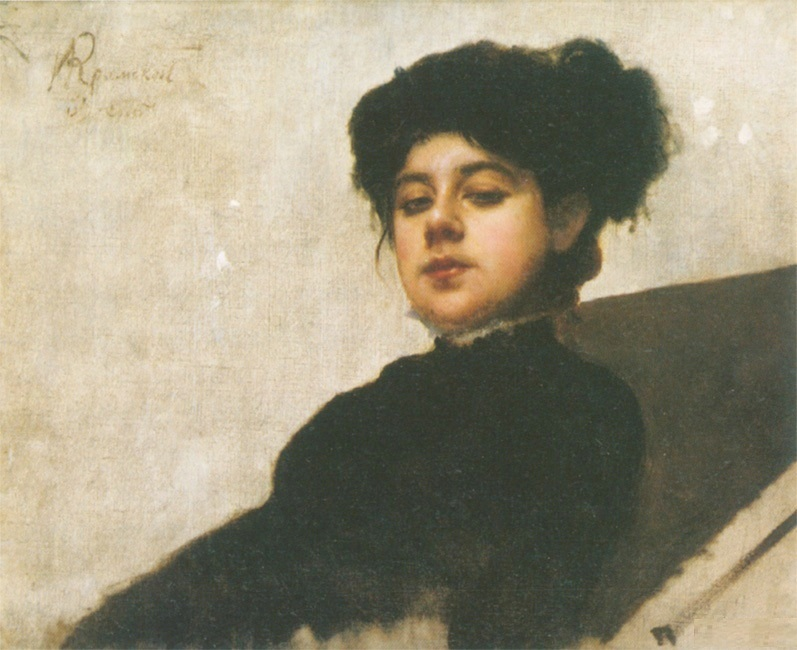
Étude (1883). Kunsthalle Kiel

Le tableau fait sensation lors de sa présentation, plus à cause d'une controverse sur son sujet présumé que pour des raisons esthétiques. Des critiques y voient une cocotte ou une prostituée. Vladimir Stassov décrit le tableau comme représentant « une coquette dans une voiture », tandis que Pavel Kovalevski parle d'« une femme d'une beauté provocante, tout en velours et fourrure, vous jetant un regard sensuel depuis une voiture luxueuse, senteur de grandes villes qui permettent à des femmes méprisables de se vêtir de luxe acheté au prix de leur chasteté »,,.
Kramskoï est alors à l'apogée de sa carrière et travaille pour les clients les plus renommés, peignant des portraits du tsar Alexandre III et de son épouse Maria Feodorovna ; il reste aussi d'une personnalité indépendante et insoumise : il été expulsé de l’Académie impériale de Russie, et c'est l'un des fondateurs et dirigeants des Ambulants. Il ne se soumet pas et ne lève pas l'ambiguïté : « Certains ont dit qu’on ne savait pas qui était cette femme. Est-elle décente ou se vend-elle ? ». Mais il précise cependant : « En elle se trouve toute une époque ».
Pavel Tretyakov refuse alors d'acheter le tableau. La galerie Tretiakov ne le fera qu'après sa mort, en 1925. La notoriété de l'œuvre n'en souffre pas et s'accroît rapidement, en partie avec l'intérêt des peintres russes de la génération suivante pour la beauté du péché .

## Assimilation à Anna Karenine
Des critiques ultérieurs, et plus récemment Frederick Andresen et Rolf Schneider, estiment, sur la base de l'amitié d'Ivan Kramskoï avec Léon Tolstoï que le portrait a été inspiré par son héroïne, Anna Karenine.

Schneider cite en particulier le passage suivant du roman, lorsque Vronski voit  Anna pour la première fois:

« involontairement, il se retourna pour la regarder encore, non à cause de sa beauté, de sa grâce ou de son élégance, mais parce que l'expression de son aimable visage lui avait paru douce et caressante. Elle trouva la tête au moment ou il la regardait. Ses yeux gris, que des cils épais faisant paraître foncés, lue jeter un regard amical et bienveillant, commis elle le reconnaissait, ... Quelque rapide que fût ce regard, il suffit à Wronski pour remarquer dans cette physionomie une vivacité contenue, qui perçait dans le demi sourire de deux lèvres fraiches, et dans l'expression animée de ses yeux. Il y avait dans cette personne comme un trop-plein de jeunesse et de gaité, qu'elle aurait voulu dissimuler. Mais, sans qu'elle n'en eût conscience, l'éclair voilé de ses yeux paraissait dans son sourire. »

La peinture a en tout état de cause servi de couverture à différentes éditions d'Anna Karenine.  En 2008, Valerie Hillings, conservatrice à Guggenheim, déclare que « beaucoup de gens pensent qu’elle est un peu Anna Karenine. Elle a cette touche spéciale, cette particularité russe ».